# Torre d'Hèrcules
La Torre d'Hèrcules és un far de 57 metres d'alçada i gairebé 1900 anys d'antiguitat situat a la costa de la ciutat de La Corunya.És l'únic far romà del món que roman en funcionament. Diverses llegendes giren sobre la història de la construcció. La més estesa diu que Hèrcules va arribar en barca a les costes dels voltants de la torre, i enterrà allà mateix el cap del gegant Gerió després de derrotar-lo en combat.
El 27 de juny de 2009 va ser declarada Patrimoni de la Humanitat per la UNESCO.

## Història
La Torre d'Hèrcules va ser construïda pels romans com a far de navegació en el segle ii, durant els regnats dels emperadors romans Trajà o Hadrià. Segons indica la inscripció al peu de la torre i les referències documentals que hi ha sobre la ciutat de Brigantium (actual La Corunya) revelen l'existència d'un far de l'època de Trajà construït, tal com indica la inscripció al peu de l'edifici, per Gai Sevi Lupus, arquitecte d'Aeminium (actual Coimbra).
La torre va perdre, possiblement, el seu ús marítim durant l'edat mitjana quan va ser convertida en fortificació arran de les disputes entre el comte de Traba i l'arquebisbe Xelmírez que suposà la pèrdua, entre d'altres, del mur exterior. La Història Silense situa en les proximitats del far (Pharos Brigantina) la batalla definitiva amb què el rei Ramir I d'Astúries anorreà i expulsà vers l'any 844 els viquings que havien protagonitzat el primer atac viquing a les costes de Galícia («eodem quoque tempore classis Normannorum nostra appulit littora: gens crudelissima nostris in finibus antea non cognita; adversus quam, structo milite, dominus Ranimirus, iam factus rex, consurgens, iuxta Farum Brecantinam maximam eiusdem partem prostravit; traditisque igni navibus numero LX, onustus predâ ad propria incolumis reducitur»).
L'any 1682 el duc d'Uceda va encarregar-ne la restauració del conjunt aleshores conegut com a Castelo Vello a l'arquitecte Amaro Antune, que va construir una escala de fusta que travessava les voltes fins a la part superior on se situen dues petites torres per a suportar els fanals.
Durant el regnat de Carles IV d'Espanya es va reconstruir completament el far. L'obra neoclàssica s'acabà l'any 1791 sota la direcció d'Eustaquio Giannini. Abans que comencés la reforma, la torre era un cos prismàtic de base quadrada amb un exterior compost d'un mur de pedra amb dues portes a la part baixa i finestres asimètriques que la recorrien fins al pis superior, i una mordent helicoïdal que arribava fins a la part superior. L'interior conservava la vella estructura romana, però amb escales de fusta que pertanyien a l'època de la restauració de l'edifici, quan es va harmonitzar-ne la decoració amb marcs superiors de portes i finestres.
Entre l'any 1992 i 1994 s'hi van fer unes excavacions arqueològiques.

## Mitologia

Escut de La Corunya

Una de les llegendes més esteses sobre l'origen de la torre, narrada per Alfons X de Castella en un fragment de la Crónica General, conta que antany hi havia un gegant anomenat Gerió, rei de Brigantium, que obligava els seus súbdits a donar-li la meitat de llurs béns, incloent-hi els fills. Un dia, els súbdits van decidir demanar ajuda a Hèrcules que va reptar Gerió a un duel que durà ininterrompudament tres dies i tres nits. Hèrcules va derrotar el gegant, el va enterrar i va construir-hi al damunt un túmul funerari que va coronar amb una gran torxa. A prop d'aquest sepulcre hi va fundar una ciutat amb el nom de Crunna, la primera dona que hi va arribar. Actualment, a l'escut de La Corunya hi apareix la torre sobre la calavera de Gerió.
Una altra llegenda sobre l'origen, agafada, durant el renaixement gallec, del Libro das invasións de Irlanda, sosté que el rei Breogán d'Hispània va fer erigir la torre perquè el seu fill Ith pogués veure Irlanda des de dalt. Malgrat la voluntat de conquerir l'illa, va fracassar en el seu intent, mentre que el seu germà Mil sí que tingué succés.
Una de les tradicions mitològiques que de sempre acompanyen la Torre d'Hèrcules postula que el rei Hispan, nebot d'Hèrcules, va fer construir un grandiós mirall al capdamunt de la torre. Gràcies a ell, els guaites podien veure la arribada molt lluny de naus de possibles enemics, i avisar d'aquesta manera la ciutat. Conscients d'aquest mirall, un poble de conqueridors originari de Caldea va dissenyar una estratègia per assaltar La Corunya. Consistia a disfressar els vaixells amb arbres perquè semblessin illes flotants. Un cop van arribar prop de la torre van destruir el mirall amb sagetes, i així, poc després van poder entrar a la ciutat, que no havia pogut ser alarmada. L'origen d'aquesta llegenda possiblement rau en el fet que en llatí d'una talaia se'n digui specula, paraula que es pot confondre o associar fàcilment amb speculum ‘mirall’ que en gallec ha donat espello i en català espill.